# توبراميسين
توبرامايسين (بالإنجليزية: Tobramycin)‏ مضاد حيوي من زمرة الأمينوغليكوزيدات يَعمَل التُّوبراميسين عن طريق التَّداخُل في إنتاج البروتينات التي لا غنى عنها لبقاء الجَراثيم، ممَّا يجعل الجَراثيمَ تُنتِج بروتيناتٍ شاذَّةً لا يمكن أن تؤدِّي وَظيفتَها الطبيعيَّة، ممَّا يؤدِّي إلى موت الجَراثيم.يحقن التوبراميسين عبر الوريد أو العضل لعلاج أنواع العدوى الخطيرة، مثل: التهاب السحايا، وتسمم الدم، والالتهابات البكتيرية في الجلد والقلب والمعدة والرئتين والمسالك البولية والعظام والمفاصل، كما أنه يستخدم في علاج التليف الكيسي، كذلك تستعمل قطرة أو مرهم التوبراميسين للعينين لعلاج التهابات العين البكتيرية. يتوفر التوبراميسين أيضًا كمستحضر للاستنشاق أيضًا لعلاج التهابات الرئة التي تسببها بكيتريا الزائفة الزنجارية.

## الاستعمالات
لعلاج العداوى الخطرة التي تسببها سلالات بكتيرية سلبية الغرام حساسة للدواء. ولعلا العداوى الخطرة بالعنقوديات الحساسة له عندما لا تستطب الأدوية الأقل سمية الأخرى.
- الاستعمال العيني: لعلاج الالتهاب السطحي للعين.

## موانع الاستعمال
التفاعل السابق مع الأمينوغلوكوزيدات، وفي الاستعمال العيني التهاب بشرة القرنية هيربس سيمبلكس (الحلأ البسيط)، الوقس (جدري البقر)، الحماق varicella، والإصابات العينية بالميكوباكتريوم، والالتهابات الفطرية

## الجرعة
- البالغين: عضلي أو وريدي 3 - 5 ملغ/كغ/اليوم مجزأة على 3 إلى 4 جرعات متساوية.
- عيني: 1.25 سم من المرهم مرتان إلى ثلاث مرات (كل 3 إلى 4 ساعات في الالتهابات الشديدة) أو قطرة إلى قطرتين 4 إلى مرات / اليوم (وللالتهابات الشديدة كل ساعة حتى التحسن، ثم يخفض عدد مرات التطبيق)،
- الأطفال : وريدي أو عضلي: 6 - 7.5 ملغ/كغ/اليوم مجزأة على 3 -4 أجزاء، عينياً 1.25 من المرهم مرتان أو ثلاث يومياً (كل 3 أو 4 ساعات للالتهابات الشديدة) أو قطرة إلى قطرتين 4 إلى 6 مرات يومياً (وللالتهابات الشديدة كل ساعة حتى التحسن ثم تخفض عدد المرات)
- الخدج وحديثي الولادة أقل من أسبوع: وريدي أو عضلي حتى حد 4 ملغ/كغ/اليوم مجزأة على جرعتين.